# Justin Saw Min Thide
Justin Saw Min Thide (ur. 26 marca 1951 w Thaung) – birmański duchowny rzymskokatolicki, od 2009 biskup Hpa-an.

## Życiorys
Święcenia prezbiteratu otrzymał 19 marca 1984 i został inkardynowany do archidiecezji Rangun. Pracował przede wszystkim jako duszpasterz parafialny, był także m.in. wykładowcą i wicerektorem części filozoficznej seminarium w Pyin Oo Lwin (1992-2003) oraz archidiecezjalnym ekonomem (1989 i 2003-2007).
16 lipca 2007 został mianowany biskupem pomocniczym Rangunu oraz biskupem tytularnym Lemfocty. Sakry biskupiej udzielił mu 2 grudnia 2007 abp Salvatore Pennacchio.
24 stycznia 2009 otrzymał nominację na biskupa nowo powstałej diecezji Hpa-an.